# Temporada da GP3 Series de 2011
A Temporada da GP3 Series de 2011 foi a segunda do campeonato da GP3 Series, série de acesso à GP2 Series. A temporada teve início em Istambul, em 7 de maio, e teve seu encerramento no dia 11 de setembro, em Monza. No total, foram disputadas oito rodadas duplas, como preliminares de etapas da Fórmula 1 e da GP2.
O então campeão da categoria, o mexicano Esteban Gutiérrez foi promovido à GP2 e não defendeu o título.

## Equipes e Pilotos
| Equipe                | Chassi         | Motor   | Pneu | N° | Piloto                 | Etapas |
| --------------------- | -------------- | ------- | ---- | -- | ---------------------- | ------ |
| Lotus ART             | Dallara GP3/10 | Renault | P    | 1  | Pedro Nunes            | 1–6    |
| Lotus ART             | Dallara GP3/10 | Renault | P    | 1  | Richie Stanaway        | 7–8    |
| Lotus ART             | Dallara GP3/10 | Renault | P    | 2  | Valtteri Bottas        | 1–8    |
| Lotus ART             | Dallara GP3/10 | Renault | P    | 3  | James Calado           | 1–8    |
| Status Grand Prix     | Dallara GP3/10 | Renault | P    | 4  | Alexander Sims         | 1–8    |
| Status Grand Prix     | Dallara GP3/10 | Renault | P    | 5  | António Félix da Costa | 1–8    |
| Status Grand Prix     | Dallara GP3/10 | Renault | P    | 6  | Ivan Lukashevich       | 1–8    |
| Jenzer Motorsport     | Dallara GP3/10 | Renault | P    | 7  | Nico Müller            | 1–8    |
| Jenzer Motorsport     | Dallara GP3/10 | Renault | P    | 8  | Maxim Zimin            | 1–8    |
| Jenzer Motorsport     | Dallara GP3/10 | Renault | P    | 9  | Vittorio Ghirelli      | 1–6    |
| Jenzer Motorsport     | Dallara GP3/10 | Renault | P    | 9  | Alex Fontana           | 7      |
| Jenzer Motorsport     | Dallara GP3/10 | Renault | P    | 9  | Christophe Hurni       | 8      |
| Marussia Manor Racing | Dallara GP3/10 | Renault | P    | 10 | Adrian Quaife-Hobbs    | 1–8    |
| Marussia Manor Racing | Dallara GP3/10 | Renault | P    | 11 | Rio Haryanto           | 1–8    |
| Marussia Manor Racing | Dallara GP3/10 | Renault | P    | 12 | Matias Laine           | 1–8    |
| Carlin                | Dallara GP3/10 | Renault | P    | 14 | Conor Daly             | 1–8    |
| Carlin                | Dallara GP3/10 | Renault | P    | 15 | Tom Dillmann           | 1      |
| Carlin                | Dallara GP3/10 | Renault | P    | 15 | Daniel Morad           | 2–4    |
| Carlin                | Dallara GP3/10 | Renault | P    | 15 | Callum MacLeod         | 5–8    |
| Carlin                | Dallara GP3/10 | Renault | P    | 16 | Leonardo Cordeiro      | 1–8    |
| Tech 1 Racing         | Dallara GP3/10 | Renault | P    | 17 | Aaro Vainio            | 1–8    |
| Tech 1 Racing         | Dallara GP3/10 | Renault | P    | 18 | Andrea Caldarelli      | 1–2    |
| Tech 1 Racing         | Dallara GP3/10 | Renault | P    | 18 | Thomas Hylkema         | 3–8    |
| Tech 1 Racing         | Dallara GP3/10 | Renault | P    | 19 | Tamás Pál Kiss         | 1–8    |
| ATECH CRS GP          | Dallara GP3/10 | Renault | P    | 20 | Marlon Stöckinger      | 1–8    |
| ATECH CRS GP          | Dallara GP3/10 | Renault | P    | 21 | Nick Yelloly           | 1–8    |
| ATECH CRS GP          | Dallara GP3/10 | Renault | P    | 22 | Zoël Amberg            | 1–8    |
| Addax Team            | Dallara GP3/10 | Renault | P    | 23 | Dominic Storey         | 1–2    |
| Addax Team            | Dallara GP3/10 | Renault | P    | 23 | Tom Dillmann           | 3–8    |
| Addax Team            | Dallara GP3/10 | Renault | P    | 24 | Gabriel Chaves         | 1–8    |
| Addax Team            | Dallara GP3/10 | Renault | P    | 25 | Dean Smith             | 1–7    |
| Addax Team            | Dallara GP3/10 | Renault | P    | 25 | Vittorio Ghirelli      | 8      |
| MW Arden              | Dallara GP3/10 | Renault | P    | 26 | Mitch Evans            | 1–8    |
| MW Arden              | Dallara GP3/10 | Renault | P    | 27 | Simon Trummer          | 1–8    |
| MW Arden              | Dallara GP3/10 | Renault | P    | 28 | Lewis Williamson       | 1–8    |
| RSC Mücke Motorsport  | Dallara GP3/10 | Renault | P    | 29 | Luciano Bacheta        | 1–6    |
| RSC Mücke Motorsport  | Dallara GP3/10 | Renault | P    | 29 | Daniel Mancinelli      | 7–8    |
| RSC Mücke Motorsport  | Dallara GP3/10 | Renault | P    | 30 | Michael Christensen    | 1–8    |
| RSC Mücke Motorsport  | Dallara GP3/10 | Renault | P    | 31 | Nigel Melker           | 1–8    |

### Mudanças de pilotos

#### Troca de equipe
- Michael Christensen: MW Arden → RSC Mücke Motorsport
- Leonardo Cordeiro: MW Arden → Carlin
- António Félix da Costa: Carlin → Status Grand Prix
- Vittorio Ghirelli: ATECH CRS GP → Jenzer Motorsport
- Dean Smith: Carlin → Addax Team
- Simon Trummer: Jenzer Motorsport → MW Arden

#### Estreias na GP3
- Zoël Amberg: Fórmula Renault MEC (Jenzer Motorsport) → ATECH CRS GP
- Luciano Bacheta: Fórmula Renault 2.0 Eurocup (Interwetten Junior Team) → RSC Mücke Motorsport
- Valtteri Bottas: Fórmula 3 Euroseries (Lotus ART Grand Prix) → Lotus ART Grand Prix
- James Calado: Fórmula 3 Britânica (Carlin) → Lotus ART Grand Prix
- Andrea Caldarelli: Fórmula 3 Italiana (Prema Junior) → Tech 1 Racing
- Gabriel Chaves: Fórmula 3 Italiana (EuroInternational) → Addax Team
- Conor Daly: Star Mazda (Juncos Racing) → Carlin
- Tom Dillmann: Fórmula 3 Alemã (HS Technik) → Carlin
- Mitch Evans: Fórmula 3 Australiana (Team BRM) → MW Arden
- Tamás Pál Kiss: Fórmula Renault Britânica (ATECH GP) → Tech 1 Racing
- Matias Laine: Fórmula 3 Euroseries (Motopark Academy) → Manor Racing
- Alexander Sims: Fórmula 3 Euroseries (ART Grand Prix) → Status Grand Prix
- Marlon Stöckinger: Fórmula Renault Britânica (ATECH GP) → ATECH CRS GP
- Dominic Storey: Fórmula Renault 3.5 Series (Pons Racing) → Addax Team
- Aaro Vainio: Fórmula Renault 2.0 Eurocup (Tech 1 Racing) → Tech 1 Racing
- Lewis Williamson: Fórmula Renault Britânica (Manor) → MW Arden
- Nick Yelloly: Fórmula Renault Britânica (ATECH GP) → ATECH CRS GP → ATECH GRS GP
- Maxim Zimin: Fórmula Renault MEC / Fórmula Abarth (Jenzer Motorsport) → Jenzer Motorsport

#### Deixam a GP3
- Mirko Bortolotti: (Barwa Addax) → Fórmula 2
- Stefano Coletti: (Tech 1 Racing) → GP2 Series (Trident Racing)
- Esteban Gutiérrez: (ART Grand Prix) → GP2 Series (Lotus ART Grand Prix)
- Tobias Hegewald: (RSC Mücke Motorsport) → Fórmula 2
- James Jakes: (Manor racing) → IndyCar Series (Dale Coyne Racing)
- Miki Monrás: (MW Arden) → Fórmula 2
- Josef Newgarden: (Carlin) → Indy Lights Series (Sam Schmidt Motorsports)
- Alexander Rossi: (ART Grand Prix) → Fórmula Renault 3.5 Series (Fortec Motorsport)
- Pål Varhaug: (Jenzer Motorsport) → GP2 Series (DAMS)
- Robert Wickens: (Status Grand Prix) → Fórmula Renault 3.5 Series (Carlin)

## Resultados

### Por etapa
| Etapa | Etapa | Circuito                     | Pole Position       | Volta Mais Rápida   | Piloto Vencedor        | Equipe Vencedora      | Resumo |
| ----- | ----- | ---------------------------- | ------------------- | ------------------- | ---------------------- | --------------------- | ------ |
| 1     | R1    | Istanbul Park                | Tom Dillmann        | Andrea Caldarelli   | Nigel Melker           | RSC Mücke Motorsport  | Report |
| 1     | R2    | Istanbul Park                |                     | Alexander Sims      | Alexander Sims         | Status Grand Prix     | Report |
| 2     | R1    | Circuit de Catalunya         | Mitch Evans         | Valtteri Bottas     | Mitch Evans            | MW Arden              | Report |
| 2     | R2    | Circuit de Catalunya         |                     | Andrea Caldarelli   | Tamás Pál Kiss         | Tech 1 Racing         | Report |
| 3     | R1    | Valencia Street Circuit      | Lewis Williamson    | Adrian Quaife-Hobbs | Adrian Quaife-Hobbs    | Marussia Manor Racing | Report |
| 3     | R2    | Valencia Street Circuit      |                     | James Calado        | James Calado           | Lotus ART             | Report |
| 4     | R1    | Silverstone Circuit          | Adrian Quaife-Hobbs | Alexander Sims      | Nico Müller            | Jenzer Motorsport     | Report |
| 4     | R2    | Silverstone Circuit          |                     | Dean Smith          | Lewis Williamson       | MW Arden              | Report |
| 5     | R1    | Nürburgring                  | Mitch Evans         | Lewis Williamson    | Rio Haryanto           | Marussia Manor Racing | Report |
| 5     | R2    | Nürburgring                  |                     | Nigel Melker        | Valtteri Bottas        | Lotus ART             | Report |
| 6     | R1    | Hungaroring                  | Valtteri Bottas     | Michael Christensen | Valtteri Bottas        | Lotus ART             | Report |
| 6     | R2    | Hungaroring                  |                     | Nigel Melker        | Rio Haryanto           | Marussia Manor Racing | Report |
| 7     | R1    | Circuit de Spa-Francorchamps | James Calado        | Valtteri Bottas     | Valtteri Bottas        | Lotus ART             | Report |
| 7     | R2    | Circuit de Spa-Francorchamps |                     | James Calado        | Richie Stanaway        | Lotus ART             | Report |
| 8     | R1    | Autodromo Nazionale Monza    | Adrian Quaife-Hobbs | Rio Haryanto        | Valtteri Bottas        | Lotus ART             | Report |
| 8     | R2    | Autodromo Nazionale Monza    |                     | Callum MacLeod      | António Félix da Costa | Status Grand Prix     | Report |

## Classificação

### Campeonato de Pilotos
| #  | Piloto                 | IST | IST | CAT | CAT | VAL | VAL | SIL | SIL | NÜR | NÜR | HUN | HUN | SPA | SPA | MNZ | MNZ | Pts |
| -- | ---------------------- | --- | --- | --- | --- | --- | --- | --- | --- | --- | --- | --- | --- | --- | --- | --- | --- | --- |
| 1  | Valtteri Bottas        | 4   | 8   | 10  | 7   | 7   | 3   | 15  | 12  | 3   | 1   | 1   | 2   | 1   | 19  | 1   | 17  | 62  |
| 2  | James Calado           | 17  | 13  | 2   | 21  | 8   | 1   | 6   | 5   | 4   | 6   | 25  | 3   | 2   | 2   | 2   | 14  | 55  |
| 3  | Nigel Melker           | 1   | 3   | 6   | 2   | Ret | 19  | Ret | 8   | 10  | 3   | 8   | 4   | 3   | Ret | 9   | Ret | 38  |
| 4  | Nico Müller            | 11  | 15  | 5   | Ret | Ret | 14  | 1   | 11  | 15  | 7   | 4   | 5   | 7   | 3   | 4   | 3   | 36  |
| 5  | Adrian Quaife-Hobbs    | 24  | 16  | 11  | 23  | 1   | 8   | 4   | 15  | 5   | Ret | 3   | 10  | 4   | Ret | Ret | 6   | 36  |
| 6  | Alexander Sims         | 8   | 1   | Ret | Ret | 6   | 2   | 2   | 3   | 12  | 2   | DSQ | 9   | Ret | Ret | 21† | Ret | 34  |
| 7  | Rio Haryanto           | 26  | 10  | 20  | 11  | 19  | 22† | 10  | 4   | 1   | 10  | 9   | 1   | 12  | 9   | 3   | 2   | 31  |
| 8  | Lewis Williamson       | Ret | 20  | 14  | 9   | 2   | 6   | 7   | 1   | 2   | 14  | 6   | Ret | 9   | DNS | 18  | 10  | 31  |
| 9  | Mitch Evans            | 6   | 7   | 1   | 5   | 3   | 4   | 9   | Ret | 19  | 22  | Ret | 24† | 11  | Ret | 8   | Ret | 29  |
| 10 | Andrea Caldarelli      | 2   | 5   | 4   | 4   |     |     |     |     |     |     |     |     |     |     |     |     | 20  |
| 11 | Michael Christensen    | 7   | 2   | 18  | 12  | Ret | Ret | Ret | 13  | 26† | 12  | 2   | 13  | 15  | 4   | 12  | 11  | 19  |
| 12 | Dean Smith             | 9   | 6   | 7   | 3   | 5   | 11  | 8   | 2   | 24  | Ret | 24  | 19  | 20  | 20  |     |     | 18  |
| 13 | António Félix da Costa | 5   | 4   | 12  | 17  | Ret | 20† | 19  | 9   | 28  | Ret | 11  | 6   | Ret | 11  | 7   | 1   | 16  |
| 14 | Tom Dillmann           | 3   | 9   |     |     | 20  | Ret | Ret | 25† | 22  | 5   | 7   | 22  | 6   | Ret | Ret | 9   | 15  |
| 15 | Aaro Vainio            | 15  | Ret | 3   | 20  | Ret | Ret | 11  | 18  | 7   | 13  | 5   | 7   | 13  | Ret | 22† | 8   | 12  |
| 16 | Tamás Pál Kiss         | 16  | 18  | 8   | 1   | 16  | 13  | Ret | 20  | 8   | 4   | 10  | 20  | 17  | 14  | Ret | 12  | 11  |
| 17 | Conor Daly             | 21  | 25  | 21  | 22  | 12  | 7   | 13  | 7   | 6   | 8   | 13  | 11  | 5   | 7   | 6   | Ret | 10  |
| 18 | Simon Trummer          | 19  | 21  | 27  | 25† | Ret | Ret | 12  | 10  | 9   | 16  | 16  | 12  | 19  | 5   | 5   | 4   | 9   |
| 19 | Gabriel Chaves         | 10  | 12  | 13  | 6   | 4   | 5   | Ret | 14  | 27† | 17  | 23  | Ret | 16  | 16  | 17  | 7   | 8   |
| 20 | Richie Stanaway        |     |     |     |     |     |     |     |     |     |     |     |     | 8   | 1   | 10  | 19  | 7   |
| 21 | Nick Yelloly           | 13  | 11  | 25  | 18  | 9   | 12  | 3   | 6   | 16  | 9   | 21  | Ret | Ret | 13  | Ret | Ret | 7   |
| 22 | Luciano Bacheta        | Ret | 19  | 22  | 16  | 18  | 10  | 5   | 19  | 25  | 25  | 17  | Ret |     |     |     |     | 4   |
| 23 | Callum MacLeod         |     |     |     |     |     |     |     |     | 29  | 21  | 26  | 18  | Ret | Ret | 11  | 5   | 3   |
| 24 | Alex Fontana           |     |     |     |     |     |     |     |     |     |     |     |     | 14  | 6   |     |     | 1   |
| 25 | Vittorio Ghirelli      | 25  | Ret | 9   | 8   | 13  | 9   | 14  | 22  | 13  | 11  | 22  | Ret |     |     | Ret | 18  | 0   |
| 26 | Ivan Lukashevich       | 14  | 24  | 17  | 13  | Ret | Ret | 18  | 24  | 11  | 18  | 28  | 23  | 10  | 8   | Ret | Ret | 0   |
| 27 | Maxim Zimin            | 23  | 17  | Ret | 19  | Ret | 21† | DSQ | EX  | 20  | 15  | 19  | 8   | Ret | 15  | Ret | 16  | 0   |
| 28 | Zoël Amberg            | 12  | 14  | 16  | 10  | 11  | 18  | Ret | 16  | 21  | 20  | 15  | 16  | Ret | 12  | Ret | Ret | 0   |
| 29 | Marlon Stöckinger      | Ret | 23  | 26  | Ret | 14  | 16  | 16  | Ret | Ret | DNS | 12  | 17  | Ret | 10  | 19  | 13  | 0   |
| 30 | Leonardo Cordeiro      | Ret | 22  | 23  | 15  | 10  | 17  | 17  | 23  | 17  | 19  | 20  | 15  | 21  | 18  | 13  | Ret | 0   |
| 31 | Matias Laine           | 18  | Ret | 19  | 24  | 17  | Ret | Ret | Ret | 14  | 23  | 14  | 21  | 18  | Ret | 20  | Ret | 0   |
| 32 | Pedro Nunes            | 22  | 26† | 15  | 26† | Ret | 15  | Ret | 17  | 23  | Ret | 18  | 14  |     |     |     |     | 0   |
| 33 | Daniel Morad           |     |     | 24  | 14  | 15  | Ret | DNS | DNS |     |     |     |     |     |     |     |     | 0   |
| 34 | Thomas Hylkema         |     |     |     |     | Ret | Ret | 20  | 21  | 18  | 24† | 27  | Ret | 22  | 21  | 14  | Ret | 0   |
| 35 | Daniel Mancinelli      |     |     |     |     |     |     |     |     |     |     |     |     | Ret | 17  | 15  | 15  | 0   |
| 36 | Christophe Hurni       |     |     |     |     |     |     |     |     |     |     |     |     |     |     | 16  | 20  | 0   |
| 37 | Dominic Storey         | 20  | Ret | Ret | 27† |     |     |     |     |     |     |     |     |     |     |     |     | 0   |
| #  | Piloto                 | IST | IST | CAT | CAT | VAL | VAL | SIL | SIL | NÜR | NÜR | HUN | HUN | SPA | SPA | MNZ | MNZ | Pts |

| Cor        | Resultado             |
| ---------- | --------------------- |
| Ouro       | Vencedor              |
| Prata      | 2.º lugar             |
| Bronze     | 3.º lugar             |
| Verde      | Terminou, nos pontos  |
| Azul       | Terminou, sem pontos  |
| Púrpura    | Ret – Retirou-se      |
| Vermelho   | NQ – Não qualificado  |
| Preto      | DSQ – Desqualificado  |
| Branco     | NL – Não largou       |
| Branco     | C – Corrida cancelada |
| Azul claro | AT – Apenas Treino    |
| Sem cor    | NP – Não participou   |
| Sem cor    | Les – Lesionado       |
| Sem cor    | EX – Excluído         |

Notas:
- † – Pilotos que não terminaram a corrida mas foram classificados pois completaram 90% da corrida.

### Campeonato de Equipes
| #  | Equipe                | N° | IST | IST | CAT | CAT | VAL | VAL | SIL | SIL | NÜR | NÜR | HUN | HUN | SPA | SPA | MNZ | MNZ | Pts |
| -- | --------------------- | -- | --- | --- | --- | --- | --- | --- | --- | --- | --- | --- | --- | --- | --- | --- | --- | --- | --- |
| 1  | Lotus ART             | 1  | 22  | 26† | 15  | 26† | Ret | 15  | Ret | 17  | 23  | Ret | 18  | 14  | 8   | 1   | 10  | 19  | 124 |
| 1  | Lotus ART             | 2  | 4   | 8   | 10  | 7   | 7   | 3   | 15  | 12  | 3   | 1   | 1   | 2   | 1   | 19  | 1   | 17  | 124 |
| 1  | Lotus ART             | 3  | 17  | 13  | 2   | 21  | 8   | 1   | 6   | 5   | 4   | 6   | 25  | 3   | 2   | 2   | 2   | 14  | 124 |
| 2  | MW Arden              | 26 | 6   | 7   | 1   | 5   | 3   | 4   | 9   | Ret | 19  | 22  | Ret | 24† | 11  | Ret | 8   | Ret | 69  |
| 2  | MW Arden              | 27 | 19  | 21  | 27  | 25† | Ret | Ret | 12  | 10  | 9   | 16  | 16  | 12  | 19  | 5   | 5   | 4   | 69  |
| 2  | MW Arden              | 28 | Ret | 20  | 14  | 9   | 2   | 6   | 7   | 1   | 2   | 14  | 6   | Ret | 9   | DNS | 18  | 10  | 69  |
| 3  | Marussia Manor Racing | 10 | 24  | 16  | 11  | 23  | 1   | 8   | 4   | 15  | 5   | Ret | 3   | 10  | 4   | Ret | Ret | 6   | 67  |
| 3  | Marussia Manor Racing | 11 | 26  | 10  | 20  | 11  | 19  | 22  | 10  | 4   | 1   | 10  | 9   | 1   | 12  | 9   | 3   | 2   | 67  |
| 3  | Marussia Manor Racing | 12 | 18  | Ret | 19  | 24  | 17  | Ret | Ret | Ret | 14  | 23  | 14  | 21  | 18  | Ret | 20  | Ret | 67  |
| 4  | RSC Mücke Motorsport  | 29 | Ret | 19  | 22  | 16  | 18  | 10  | 5   | 19  | 25  | 25  | 17  | Ret | Ret | 17  | 15  | 15  | 61  |
| 4  | RSC Mücke Motorsport  | 30 | 7   | 2   | 18  | 12  | Ret | Ret | Ret | 13  | 26† | 12  | 2   | 13  | 15  | 4   | 12  | 11  | 61  |
| 4  | RSC Mücke Motorsport  | 31 | 1   | 3   | 6   | 2   | Ret | 19  | Ret | 8   | 10  | 3   | 8   | 4   | 3   | Ret | 9   | Ret | 61  |
| 5  | Status Grand Prix     | 4  | 8   | 1   | Ret | Ret | 6   | 2   | 2   | 3   | 12  | 2   | DSQ | 9   | Ret | Ret | 21† | Ret | 50  |
| 5  | Status Grand Prix     | 5  | 5   | 4   | 12  | 17  | Ret | 20† | 19  | 9   | 28  | Ret | 11  | 6   | Ret | 11  | 7   | 1   | 50  |
| 5  | Status Grand Prix     | 6  | 14  | 24  | 17  | 13  | Ret | Ret | 18  | 24  | 11  | 18  | 28  | 23  | 10  | 8   | Ret | Ret | 50  |
| 6  | Tech 1 Racing         | 17 | 15  | Ret | 3   | 20  | Ret | Ret | 11  | 18  | 7   | 13  | 5   | 7   | 13  | Ret | 22† | 8   | 43  |
| 6  | Tech 1 Racing         | 18 | 2   | 5   | 4   | 4   | Ret | Ret | 20  | 21  | 18  | 24† | 27  | Ret | 22  | 21  | 14  | Ret | 43  |
| 6  | Tech 1 Racing         | 19 | 16  | 18  | 8   | 1   | 16  | 13  | Ret | 20  | 8   | 4   | 10  | 20  | 17  | 14  | Ret | 12  | 43  |
| 7  | Jenzer Motorsport     | 7  | 11  | 15  | 5   | Ret | Ret | 14  | 1   | 11  | 15  | 7   | 4   | 5   | 7   | 3   | 4   | 3   | 37  |
| 7  | Jenzer Motorsport     | 8  | 23  | 17  | Ret | 19  | Ret | 21† | DSQ | EX  | 20  | 15  | 19  | 8   | Ret | 15  | Ret | 16  | 37  |
| 7  | Jenzer Motorsport     | 9  | 25  | Ret | 9   | 8   | 13  | 9   | 14  | 22  | 13  | 11  | 22  | Ret | 14  | 6   | 16  | 20  | 37  |
| 8  | Addax Team            | 23 | 20  | Ret | Ret | 27† | 20  | Ret | Ret | 25† | 22  | 5   | 7   | 22  | 6   | Ret | Ret | 9   | 33  |
| 8  | Addax Team            | 24 | 10  | 12  | 13  | 6   | 4   | 5   | Ret | 14  | 27† | 17  | 23  | Ret | 16  | 16  | 17  | 7   | 33  |
| 8  | Addax Team            | 25 | 9   | 6   | 7   | 3   | 5   | 11  | 8   | 2   | 24  | Ret | 24  | 19  | 20  | 20  | Ret | 18  | 33  |
| 9  | Carlin                | 14 | 21  | 25  | 21  | 22  | 12  | 7   | 13  | 7   | 6   | 8   | 13  | 11  | 5   | 7   | 6   | Ret | 21  |
| 9  | Carlin                | 15 | 3   | 9   | 24  | 14  | 15  | Ret | DNS | DNS | 29  | 21  | 26  | 18  | Ret | Ret | 11  | 5   | 21  |
| 9  | Carlin                | 16 | Ret | 22  | 23  | 15  | 10  | 17  | 17  | 23  | 17  | 19  | 20  | 15  | 21  | 18  | 13  | Ret | 21  |
| 10 | ATECH CRS GP          | 20 | Ret | 23  | 26  | Ret | 14  | 16  | 16  | Ret | Ret | DNS | 12  | 17  | Ret | 10  | 19  | 13  | 7   |
| 10 | ATECH CRS GP          | 21 | 13  | 11  | 25  | 18  | 9   | 12  | 3   | 6   | 16  | 9   | 21  | Ret | Ret | 13  | Ret | Ret | 7   |
| 10 | ATECH CRS GP          | 22 | 12  | 14  | 16  | 10  | 11  | 18  | Ret | 16  | 21  | 20  | 15  | 16  | Ret | 12  | Ret | Ret | 7   |
| #  | Equipe                | N° | IST | IST | CAT | CAT | VAL | VAL | SIL | SIL | NÜR | NÜR | HUN | HUN | SPA | SPA | MNZ | MNZ | Pts |

| Cor        | Resultado             |
| ---------- | --------------------- |
| Ouro       | Vencedor              |
| Prata      | 2.º lugar             |
| Bronze     | 3.º lugar             |
| Verde      | Terminou, nos pontos  |
| Azul       | Terminou, sem pontos  |
| Púrpura    | Ret – Retirou-se      |
| Vermelho   | NQ – Não qualificado  |
| Preto      | DSQ – Desqualificado  |
| Branco     | NL – Não largou       |
| Branco     | C – Corrida cancelada |
| Azul claro | AT – Apenas Treino    |
| Sem cor    | NP – Não participou   |
| Sem cor    | Les – Lesionado       |
| Sem cor    | EX – Excluído         |

Notas:
- † – Pilotos que não terminaram a corrida mas foram classificados pois completaram 90% da corrida.